# Presse magazine en France
 (juin 2016).
Si vous disposez d'ouvrages ou d'articles de référence ou si vous connaissez des sites web de qualité traitant du thème abordé ici, merci de compléter l'article en donnant les références utiles à sa vérifiabilité et en les liant à la section « Notes et références ».
Les principaux éditeurs de presse magazine en France sont :
- Lagardère Active, leader de la presse magazine en France ;
- Mondadori France, deuxième depuis le rachat d'Excelsior Publications en 2003 ;
- Prisma Media (filiale du groupe Gruner + Jahr) ;
- Bayard Presse ;
- Groupe Le Monde.

## Autres groupes
- Uni-Médias (Santé Magazine, Détours en France, Maison Créative, Régal, Détente Jardin, Dossier Familial, devenu Merci pour l'info en 2022, Bottin Gourmand)
- Areion Group (Diplomatie, DSI, Carto, Moyen-Orient...)
- Oracom (Happinez, Simple Things, Mythologie(s), Les Grandes Affaires de l'Histoire, Guerre et Batailles, Home Magazine, Home Solutions, Home Projets, Mobiles Magazine, Advanced Creation, Web Design, Création Photo, 3D Mag, Ecrans Home Technologies, Micro Portable Magazine, Micro Portable Tests, Terrasses et Jardins...)
- Éditions Terre vivante (Les 4 Saisons du jardin bio)
- Groupe Amaury (L'Équipe magazine, France Football, Vélo Magazine)
- Bleucom Éditions (Neuf Mois, Maman Active Magazine, Phone Test, Zango, 123 Baby, Psycho & Sexo)
- Condé Nast France (AD, Glamour, Vogue Paris, Vogue Hommes International)
- Groupe Les Échos, (Enjeux-Les Échos, Investir Magazine, Connaissance des arts)
- Éditions de la FFMC (Moto Magazine)
- Groupe Le Figaro (Figaro Magazine, Madame Figaro, TV Magazine)
- GS Presse
- Éditions Jalou (Jalouse, L'Officiel de la Couture, L'Optimum)
- Éditions Larivière (Echappement, Gazoline, Moto Revue, Moto Journal, Moto Revue Classic, Moto Verte, Enduro by Moto Verte, GP Racing, MX Magazine,  Auto Verte, 4x4 magazine, SUV Crossover, VTT magazine, e-BIKE, Bike, Rock&Folk, Moteur Boat, Voile Magazine, Le Monde du Multicoque, Neptune, Yacht by Neptune, Pêche en mer, Partir Pêcher, L'Argus du bateau, Cheval Magazine, Tatouage magazine, Chasses internationales, Armes de chasse, Connaissances de la chasse, Joggeur, Micro pratique, Micro Simulateur, Modèle Magazine, Le Fana de l'aviation, Van life, Le Monde du Camping-car, Le Monde du Plein Air, Le quotidien du tourisme.com, Transport Info, Décisions HPA)
- Groupe L'Express (L'Express)
- Le Point (Le Point)
- Link Digital Spirit (Jeux vidéo Magazine)
- Marianne (Marianne)
- Groupe Michel Hommell (Auto Hebdo, Nitro)
- Consilde Media Group (Green Innovation, Blue Innovation, Hydrogen+, Biogaz Magazine, Smart Mobility, World Connected Business, China Business Review, DefTech, Zen-Art...)
- Mondeo Publishing ( Le Monde de l'intelligence, Le Monde de l'enfance )
- Groupe Marie Claire (Marie Claire)
- Le Mémento, Mensuel Économique basé à l'île de La Réunion
- Move Publishing (former Motor Presse France) (L'Automobile Magazine, Moto Journal, Jogging International, Golf Magazine, Le Cycle, Camping-car magazine)
- Groupe Le Revenu Multimedia (Le Revenu)
- Média participations (Détours en France, Rustica, Votre Maison)
- Reworld Media (Télé Magazine, Marie France, Be, Pariscope, Maison & Travaux)
- Sélection du Reader's Digest (Sélection du Reader's Digest)
- Groupe la France agricole
- Groupe réussir (10 titres de la presse agricole)
- Groupe Valmonde (Valeurs actuelles)
- Groupe Dipa Burda (Saveurs, Jardin Facile, Maison et Jardin Passion, Décoration de rêve)

## Éditeurs dits «indépendants»
- Formats Presse (Création numérique/Pixel magazine)
- ITEC Presse (L'Essentiel du Mobile)
- Otherwise Publishing (Double)
- Caviar Publications (Sochic Magazine)
- CKCL[1]
- Automotive Média (Le Journal de l'Automobile, Le Journal des Annonces classées, Le Journal des Transactions Automobile)
- Caraktère (Batailles et Blindés, Ligne de Front, Trucks & Tanks, Aérojournal, Histoire(s) de La Dernière Guerre)
- Mediacola (Tous Joueurs)
- Groupe Ginkoa (animalinfos.)
- A.S. Regie (Z'animag, le magazine gratuit des Animaux de Compagnie)